# Madau
L'isola di Dobu è un'isola della Papua Nuova Guinea, che si trova a nord-ovest dell'isola Woodlark.
Amministrativamente fa parte del Distretto di Samarai-Murua nella Provincia della Baia Milne, appartenente alla Regione di Papua.